# Janis Blaswich
Janis Blaswich, né le 2 mai 1991 à Willich en Allemagne, est un footballeur allemand qui joue au poste de gardien de but au Bayer Leverkusen.

## Biographie

### Jeunesse et formation
Janis Blaswich grandit à Hamminkeln en Rhénanie-du-Nord-Westphalie. Il commence le football en 1997 au VfR Mehrhoog. En 2007, il rejoint le Borussia Mönchengladbach.

### Débuts avec la réserve de Mönchengladbach
Le 6 juin 2009, il fait ses débuts avec l'équipe réserve de Gladbach lors d'une victoire 3-1 en déplacement sur la pelouse de la réserve du Bayer Leverkusen. Le 18 octobre 2011, il signe son premier contrat professionnel avec Mönchengladbach. À l'issue de la saison 2014-2015, il est sacré champion de Regionalliga Ouest, la quatrième division allemande, mais le club est éliminé par la réserve du Werder Brême pour l'accession en troisième division.

### Prêts à Dresde et Rostock
Pour la saison 2015-2016, il est prêté au Dynamo Dresde qui joue en troisième division. Blaswich dispute 30 matchs de championnat et est sacré champion à l'issue de la saison.
Après une saison sans jouer, il est prêté au Hansa Rostock pour la saison 2017-2018. Il remporte la Coupe du Land de Mecklembourg-Poméranie occidentale face au FC Mecklenburg Schwerin.

### Départ au Heracles Almelo
En 2018, il quitte le Borussia Mönchengladbach et rejoint le Heracles Almelo aux Pays-Bas. Il fait ses débuts sous ses nouvelles couleurs le 11 août 2018 contre l'Ajax Amsterdam (match nul 1-1).

### Sur le devant de la scène à Leipzig
Le 15 février 2022, le RB Leipzig annonce le recrutement de Blaswich pour la saison suivante. Le 5 octobre 2022, il dispute son premier match de Ligue des champions face au Celtic FC en remplaçant à la 13e minute de jeu Péter Gulácsi, qui s'est rompu le ligament croisé. Blaswich devient alors le numéro un de Leipzig avec la blessure de Gulácsi.

## Palmarès
Avec le RB Leipzig, Blaswich remporte la Supercoupe d'Allemagne en 2023.